# Балакирев, Николай Дмитриевич
Николай Дмитриевич Балакирев (1873—1920) — русский рабочий-революционер, участник Гражданской войны, большевик.

## Биография
Родился в 1873 году в селе Вороново Подольского уезда Московской губернии в крестьянской семье.
Член РСДРП с 1901 года. Работал в Москве с 1890 года на пуговичной фабрике «Ронталлера и К°» (позже — имени Балакирева, ныне — ООО «Балакиревка»). В период революционных событий 1905—1907 годов Балакирев был членом Лефортовского районного комитета РСДРП, участвовал в создании профсоюза пуговичников. Участник всеобщей стачки в Москве в октябре 1905 года и декабрьского вооруженного восстания. В 1909 году — член Московского комитета РСДРП(б). Подвергался арестам и находился в ссылках.
После Февральской революции 1917 года Николай Балакирев — член Благуше-Лефортовского райкома РСДРП(б) и районного Совета рабочих и солдатских депутатов. Принимал участие в создании отрядов Красной гвардии в Москве в октябре 1917 года. В составе сводного отряда красногвардейцев Басманного района принимал участие в бою за Алексеевское военное училище. Затем был направлен в Подольский уезд Московской губернии, где был членом исполкома Совета рабочих и солдатских депутатов. В 1919 году был направлен на Гражданскую войну военкомом.
Умер от тифа 12 февраля 1920 года в 421-м полевом госпитале в селении Верхне-Баскунчак Астраханской губернии. Его именем в 1939 году был назван Балакиревский переулок — бывший Рыкунов переулок в районе Бакунинской улицы в Москве.